# Dame dell'istruzione cristiana
Le Dame dell'Istruzione Cristiana (in francese Dames de l'Instruction Chrétienne de Flône-lez-Amay) sono un istituto religioso femminile di diritto pontificio.

## Storia
Nel 1807 alcune suore della Società del Sacro Cuore di Gesù provenienti da Amiens, su richiesta del vescovo Maurice de Broglie, aprirono una filiale a Gand.
Dopo la sconfitta di Napoleone a Waterloo, la casa di Gand si separò dalla congregazione francese: la comunità venne dissolta dalle autorità civili nel 1822, ma riuscì a sopravvivere sotto la guida di Agathe Verhelle (1786-1838) che adottò delle nuove costituzioni basate su quelle della Compagnia di Gesù.
Gli statuti della congregazione ricevettero l'approvazione pontificia il 10 agosto 1827.

## Attività e diffusione
Le suore si dedicano all'istruzione e all'educazione cristiana della gioventù (in origine, l'istituto era prevalentemente orientato alla formazione delle giovani dell'aristocrazia).
Oltre che in Belgio, le suore sono penetrate in Inghilterra (1891), Brasile (1896) e Repubblica Democratica del Congo (1959); la sede generalizia è a Liegi.
Alla fine del 2008 la congregazione contava 284 religiose in 40 case.